# Katja Burghardt

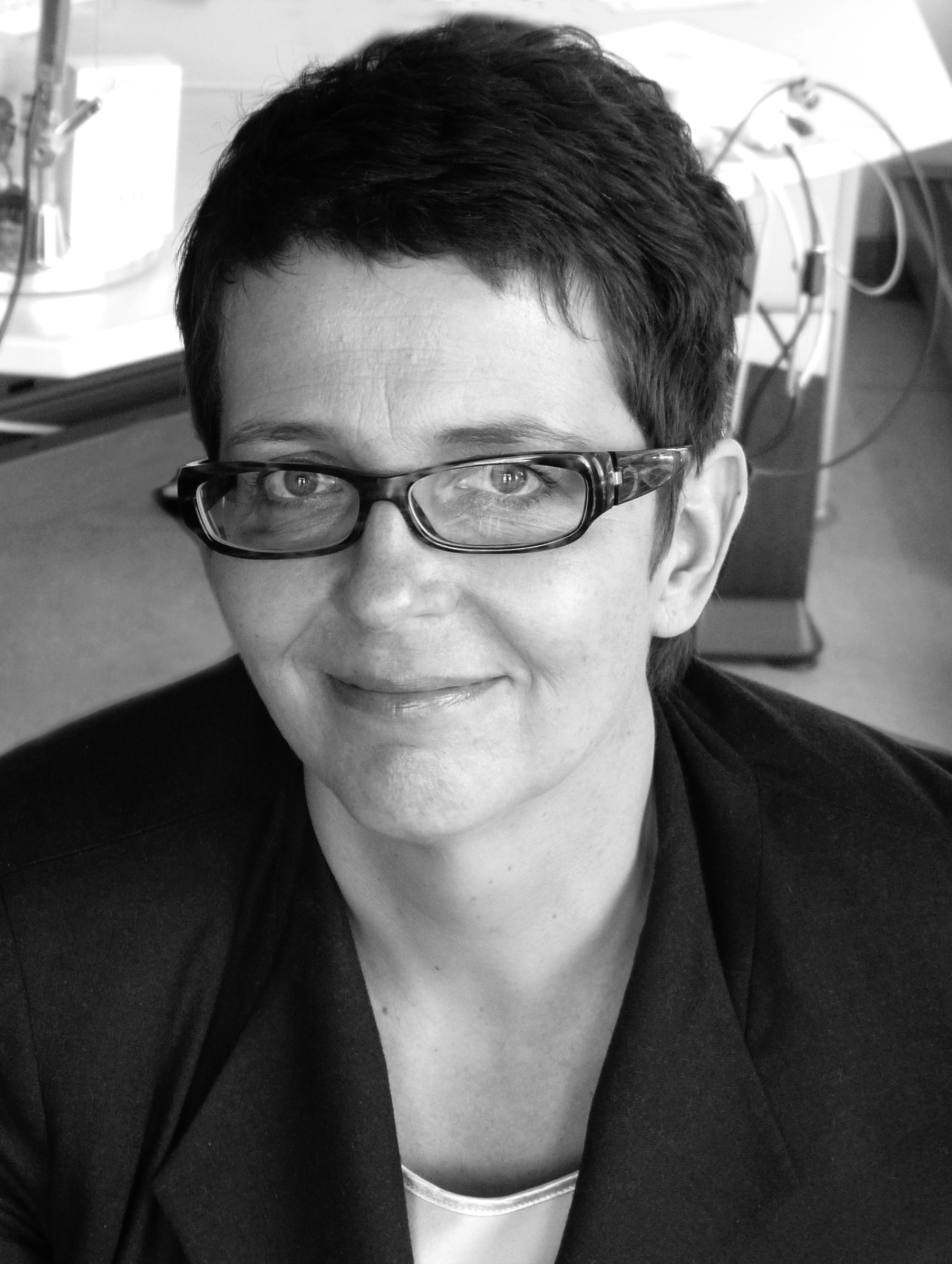
Katja Burghardt (2008)

Katja Burghardt (* 13. September 1962 in Schameder; † 7. Februar 2025 in Hamburg) war eine deutsche Journalistin.

## Leben
Burghardt studierte Literaturwissenschaften und Kunstgeschichte. Am Anfang ihrer journalistischen Karriere stand eine Tätigkeit als Redaktionsleiterin beim Stadtmagazin Szene Hamburg, später arbeitete sie für die Wochenzeitung Hamburger Rundschau und die Magazine Maxi, Petra und Fit for Fun. Ab 1998 war sie Ressortleiterin von Petra. Im Anschluss wurde sie Textchefin von Zuhause Wohnen.
Von 2002 bis 2006 und ab dem 1. Februar 2011 war sie Chefredakteurin bei der Zeitschrift Vital, die monatlich im Jahreszeiten Verlag erscheint. Dazwischen war sie von 2006 bis 2010 vier Jahre lang ebenfalls Chefredakteurin der Zeitschrift Essen & Trinken. Von November 2007 bis August 2013 war sie Mitglied der Jury in der Fernsehsendung Die Kocharena. Mit ihrem eigenen Redaktionsbüro produzierte sie zehn Jahre lang das Reformhaus Magazin. Im Herbst 2024 übernahm sie die freiberufliche Redaktionsleitung für das Medienapostolat der katholischen Ordensgemeinschaft Steyler Missionare.
Katja Burghardt starb 62-jährig am 7. Februar 2025 nach kurzer, schwerer Krankheit. Sie lebte in Hamburg.